# Bahnstrecke Ruszów–Gozdnica
| Streckennummer: | 339                  |                                           |                                           |
| Streckenlänge: | 8,422 km             |                                           |                                           |
| Spurweite: | 1435 mm (Normalspur) |                                           |                                           |
| |                      |                                           |                                           |
| \| \| \| von Miłkowice \| \| \| \| 0,000 \| Ruszów früher Rauscha \| Ruszów früher Rauscha \| \| \| \| nach Jasień \| \| \| \| \| Glashütte \| \| \| \| 1,737 \| Ruszów Szklarnia früher Glashütte Rauscha \| Ruszów Szklarnia früher Glashütte Rauscha \| \| \| 5,700 \| Dębiny früher Eichwalde \| Dębiny früher Eichwalde \| \| \| 8,422 \| Gozdnica früher Freiwaldau (Niederschles) \| Gozdnica früher Freiwaldau (Niederschles) \| \| \| \| \| \| \| Quellen: [1][2][3][4] \| \| \| \| |                      |                                           |                                           |
| Strecke |                      | von Miłkowice                             | von Miłkowice                             |
| Bahnhof | 0,000                | Ruszów früher Rauscha                     | Ruszów früher Rauscha                     |
| Abzweig ehemals geradeaus und nach rechts |                      | nach Jasień                               | nach Jasień                               |
| Abzweig geradeaus und von links (Strecke außer Betrieb) |                      | Glashütte                                 | Glashütte                                 |
| Haltepunkt / Haltestelle (Strecke außer Betrieb) | 1,737                | Ruszów Szklarnia früher Glashütte Rauscha | Ruszów Szklarnia früher Glashütte Rauscha |
| Haltepunkt / Haltestelle (Strecke außer Betrieb) | 5,700                | Dębiny früher Eichwalde                   | Dębiny früher Eichwalde                   |
| Kopfbahnhof Streckenende (Strecke außer Betrieb) | 8,422                | Gozdnica früher Freiwaldau (Niederschles) | Gozdnica früher Freiwaldau (Niederschles) |
| |                      |                                           |                                           |
| Quellen: |                      |                                           |                                           |

Die Bahnstrecke Ruszów–Gozdnica war eine Eisenbahnverbindung in Polen, die ursprünglich durch die Lausitzer Eisenbahn-Gesellschaft (LEG) erbaut und betrieben wurde. Sie zweigte in Ruszów (Rauscha) von der Bahnstrecke Miłkowice–Jasień ab und führte nach Gozdnica (Freiwaldau). Die Strecke wurde 2006 stillgelegt und 2015 abgebaut.

## Geschichte
Die kurze Stichbahn von Rauscha nach Freiwaldau wurde gebaut, um die Keramik- und Glasindustrie der Region an das Eisenbahnnetz anzuschließen. Die Strecke wurde am 1. Dezember 1896 als erste Strecke der LEG eröffnet.
Nach der Verstaatlichung der LEG zum 1. Januar 1939 gehörte die Strecke fortan als Nebenbahn zum Netz der Deutschen Reichsbahn, Reichsbahndirektion Breslau. Der Sommerfahrplan von 1939 verzeichnete drei Personenzugpaare. Sie benötigten für die acht Kilometer lange Strecke zwischen 18 und 22 Minuten.
Mit der Festlegung der Oder-Neiße-Linie als neue Westgrenze Polens lag die Strecke nach dem Ende des Zweiten Weltkrieges auf nunmehr polnisch verwaltetem Gebiet. Die Rote Armee baute die Gleisanlagen im Sommer 1945 als Reparationsleistung für die Sowjetunion ab. Da die Strecke für die Weiterführung der örtlichen Industrie benötigt wurde, organisierte die polnische Verwaltung bis 1947 den Wiederaufbau. Am 4. Mai 1947 nahmen die Polnischen Staatsbahnen (PKP) den Eisenbahnbetrieb mit zwei Personenzugpaaren jeweils morgens und abends wieder auf.
Am 26. Oktober 1962 wurde der Reiseverkehr eingestellt. Güterzüge verkehrten dagegen noch bis 1999. Der letzte Zug erreichte Gozdnica am 28. April 2002. Im Jahr 2006 wurde die Strecke stillgelegt und ab Februar 2015 abgebaut.